# Nacionalidad argentina
La nacionalidad argentina es el vínculo jurídico que liga a una persona física con el Estado argentino y que le atribuye la condición de ciudadano. Es tanto un derecho fundamental como el estatuto jurídico de las personas. Por esta relación, el individuo disfruta de unos derechos que puede exigir al Estado y este puede imponerle el cumplimiento de una serie de obligaciones y deberes.
Argentina es un estado miembro del Mercosur y un estado asociado de la Comunidad Andina, por lo tanto, todas las personas que sean titulares de un pasaporte argentino o un DNI argentino tienen derecho a circular, trabajar y vivir libremente sin necesidad de un visado en cualquier país de América del Sur, excepto Surinam, Guyana y Guayana Francesa.

## Nacimiento en Argentina
Cualquier persona nacida dentro del territorio argentino inmediatamente adquiere la nacionalidad argentina al momento de su nacimiento y es considerado/a argentino/a de nacimiento, exceptuando los hijos de personas al servicio de un gobierno externo como los diplomáticos extranjeros.

## Ciudadanía por descendencia
Argentina acepta ius sanguinis, lo que quiere decir que cualquier persona nacida en el extranjero, pero de padre o madre argentino-a, puede obtener, si desea, la nacionalidad argentina por descendencia y derecho de sangre, siempre y cuando se hagan los trámites correspondientes y se inscriba en el consulado correspondiente, aunque a esa persona no se le considerara argentino-a de nacimiento por el hecho de no haber nacido dentro del territorio argentino.

## Naturalización como un ciudadano argentino
Las leyes actuales que tratan la nacionalidad y la ciudadanía (Ley 346, Ley 23.059, y Decreto 3.213/84) ponen requisitos muy sencillos:
- Tener 18 años o más;
- Haber vivido en Argentina durante más de dos años; y
- solicitar la ciudadanía ante un juez federal.

La ciudadanía puede ser negada si los solicitantes:
- Han estado en prisión durante más de tres años en los últimos cinco años;
- Se encuentran bajo procesamiento criminal;
- Han ingresado al país de forma ilegal. Para trabajar sin un permiso legal está considerado una fuente legítima de ingresos para la mayoría del cuarto de apelaciones.

Como la ley de ciudadanía ha existido esencialmente sin cambios desde 1869 (con modificaciones por las leyes 16.801, 20.835, 24.533 y 24951), hay muchos precedentes basados en que la Corte Suprema puede resolver casi cualquier problema relacionado con la inmigración. La ciudadanía se ha otorgado a inmigrantes que no residían legalmente, trabajaban sin un permiso legal o ingresaban ilegalmente al país y, en casos excepcionales, incluso a inmigrantes con antecedentes penales.
En 2011, la Cámara Federal de Paraná estableció que nadie puede ser considerado un extranjero ilegal en Argentina, ya que el concepto de legalidad se aplica únicamente a las acciones que violan las leyes penales. La violación de la ley de inmigración es un problema administrativo simple que puede remediarse al solicitar la residencia o la ciudadanía.
El requisito de residencia continua de dos años significa que los solicitantes deben hacer de Argentina su hogar. Sin embargo, dado que los solicitantes disfrutan de los mismos derechos civiles que los argentinos, incluido el derecho a viajar, pueden abandonar el país.
Por razones históricas, los tribunales federales siguen siendo reacios a reconocer los derechos de los inmigrantes "irregulares". Generalmente solicitan los siguientes requisitos relacionados con la abolida ley 21.795:
- Residencia legal
- Trabajo legal
- Habilidad con la lengua castellana
- Certificado de nacimiento apostillado y traducido por notario público
- Certificado de un registro criminal limpio de país de origen
- Certificado de un registro criminal limpio en Argentina
- número CUIT o CUIL

## Doble ciudadanía
La doble ciudadanía está aceptada por Argentina, en países con los cuales la Argentina ha suscripto un Convenio de Doble Nacionalidad, los cuales son: Chile, Colombia, Ecuador, El Salvador, España, Estados Unidos, Honduras, Italia, Nicaragua, Noruega, Panamá y Suecia. Sin embargo, los ciudadanos con doble nacionalidad solo se reconocen como ciudadanos argentinos dentro del territorio argentino, y deben ingresar a Argentina utilizando un pasaporte argentino, excepto cuando lo visitan por menos de 180 días, en cuyo caso pueden ingresar y salir utilizando su pasaporte extranjero.
La nacionalidad argentina es irrenunciable de acuerdo lo establecido por el artículo 16 del Decreto Reglamentario 3213/84, complementario a la Ley 346 de Nacionalidad Argentina.

## Anteproyecto de Ley
En los últimos años, se han presentado diversos proyectos en el Congreso argentino para modificar la legislación que regula la adquisición de la ciudadanía. Uno de los más recientes fue impulsado por el senador Maximiliano Abad (UCR), quien propuso actualizar los requisitos para obtener la ciudadanía argentina. Según el legislador, la normativa vigente, que data de 1869, no está alineada con las necesidades y el contexto actual del país.
El anteproyecto plantea incorporar nuevos requisitos, tales como demostrar conocimientos básicos del idioma español y acreditar medios de subsistencia legítimos, además de los criterios ya establecidos por la Ley 346, que exige ser mayor de 18 años y contar con al menos dos años de residencia continua en el país.
Abad justificó la necesidad de estas modificaciones argumentando que la Justicia Federal se encuentra saturada de solicitudes de ciudadanía debido a que, actualmente, obtenerla es más sencillo que tramitar la residencia permanente. Según el senador, el objetivo de la reforma es "garantizar que quienes quieran tramitar la ciudadanía lo hagan por convicción y compromiso con el país, y no como un trámite administrativo más simple".
Entre los cambios propuestos, el proyecto también busca facilitar el proceso para ciertos casos, como extranjeros con cónyuges o hijos argentinos y personas reconocidas como refugiados. Además, establece excepciones para evitar situaciones de apatridia y permite renunciar y readquirir la ciudadanía bajo ciertas condiciones.
Requisitos actuales de la ciudadanía
- Ser mayor de 18 años.
- Residir en Argentina durante dos años consecutivos.
- Manifestar voluntad de adquirir la ciudadanía ante un juez federal.

Requisitos propuestos por el anteproyecto
- Ser mayor de 18 años al momento de la solicitud.
- Dos años de residencia legal y continua en el país, salvo excepciones como cónyuges o hijos argentinos, o refugiados.
- Acreditar medios de subsistencia legítimos.
- Demostrar conocimientos básicos del idioma nacional.
- Prestar juramento de lealtad a la Nación y la Constitución.

Situación actual
Actualmente, Argentina no requiere examen de idioma ni de nacionalidad para adquirir la ciudadanía. El anteproyecto, al incorporar estas exigencias, busca fomentar una mayor integración de los solicitantes y aliviar la carga administrativa de los juzgados federales, en línea con las recomendaciones de la Cámara Nacional Electoral y la Dirección Nacional de Migraciones.

## Islas Malvinas
La disposición transitoria primera de la Constitución de la Nación Argentina establece desde 1994 que:

La Nación Argentina ratifica su legítima e imprescriptible soberanía sobre las islas Malvinas, Georgias del Sur y Sandwich del Sur y los espacios marítimos e insulares correspondientes, por ser parte integrante del territorio nacional.

La recuperación de dichos territorios y el ejercicio pleno de la soberanía, respetando el modo de vida de sus habitantes, y conforme a los principios del Derecho Internacional, constituyen un objetivo permanente e irrenunciable del pueblo argentino.

Además, la ley nacional argentina N.º 346 establece en su artículo 1: «Son argentinos: 1.- Todos los argentinos nacidos o que nazcan en el territorio de la República, sea cual fuere la nacionalidad de sus padres (...)» (principio de ius soli).
Por el artículo 3 de la ley N.º 23.059: «Se declaran inválidas y sin ningún efecto jurídico las pérdidas o cancelaciones de la nacionalidad argentina (...)» (principio de nacionalidad perenne).
Por lo tanto, según la legislación argentina, las islas Malvinas, Georgias del Sur y Sandwich del Sur son argentinas, y las personas nacidas en esos archipiélagos son argentinas de iure por «pertenecer al territorio nacional», y pueden solicitar un certificado de nacimiento argentino, un Documento Nacional de Identidad y un pasaporte argentino si así lo desean. Se trata de una decisión totalmente voluntaria de quienes tienen el derecho de hacerlo.
Asimismo, a pesar de que esos territorios estén considerados por Argentina como «ocupados ilegalmente por el Reino Unido», la ley reconoce que los nacidos allí no pierden su ciudadanía natural argentina, aunque acepten ser ciudadanos de otro Estado extranjero.
El 17 de febrero de 1933, el subsecretario de Relaciones Exteriores y Culto, Carlos A. Alcorta, dirigió una circular a todas las misiones diplomáticas de la Argentina, advirtiendo que las personas nacidas en las islas Malvinas eran «de nacionalidad argentina» y, por lo tanto, no podía visárseles el pasaporte británico sino que «debía serles extendido» un pasaporte argentino.
En 2003, Rodolfo Terragno presentó un proyecto de ley ante el Congreso Nacional Argentino para modificar la ley 346, incorportando los siguientes artículos:

Mientras dure la ocupación ilegal de las islas Malvinas, Georgias del Sur y Sandwich del Sur, esta disposición no regirá para las personas nacidas o por nacer en dichas islas, salvo aquellas que requieran de las autoridades de la Nación se las admita como nativas de la República Argentina.

En caso de haber tenido un solicitante dos años de residencia continua en las islas Malvinas, Georgias del Sur o Sandwich del Sur, se considerará cumplido este requisito.

La nacionalidad natural renace ante la solicitud del nacido en las islas. Si una persona, nacida en las Malvinas, solicita la nacionalidad argentina, se le reconocerá la «nacionalidad natural»; es decir, será reputada nativa de la República Argentina. Podría argumentarse que, siendo las Malvinas parte del territorio nacional conforme la Constitución, esta previsión es superflua. No lo es porque, después de disponer que la ocupación ilegal y el mantenimiento de un claustro poblacional suspenden la aplicación del ius soli, el proyecto quiere que la nacionalidad natural recupera su validez (sin esperar al cese de la ocupación ilegal) en el caso de toda persona nacida en las islas que se reconozca como natural de la República Argentina.

A los fines de la nacionalizción, la residencia en las islas se equipara con la residencia en territorios no ocupados. En caso de personas que no tengan nacionalidad argentina ni británica, pero que acrediten dos años de residencia continua en las Malvinas, podrán nacionalizarse argentinos, como si hubiesen tenido residencia en cualquier punto del territorio nacional libre de ocupación extranjera. También en este caso podría alegarse que eso debe ser así por aplicación de la Constitución, pero habiendo establecido que la ocupación ilegal y el claustro poblacional afectan el régimen de nacionalidad con relación a las Malvinas, conviene que la ley haga explícito que, a los efectos del extranjero que aspira a nacionalizarse argentino, la residencia en las islas equivale a la residencia en cualquier punto no ocupado del territorio nacional.

##### Adopción de la nacionalidad argentina

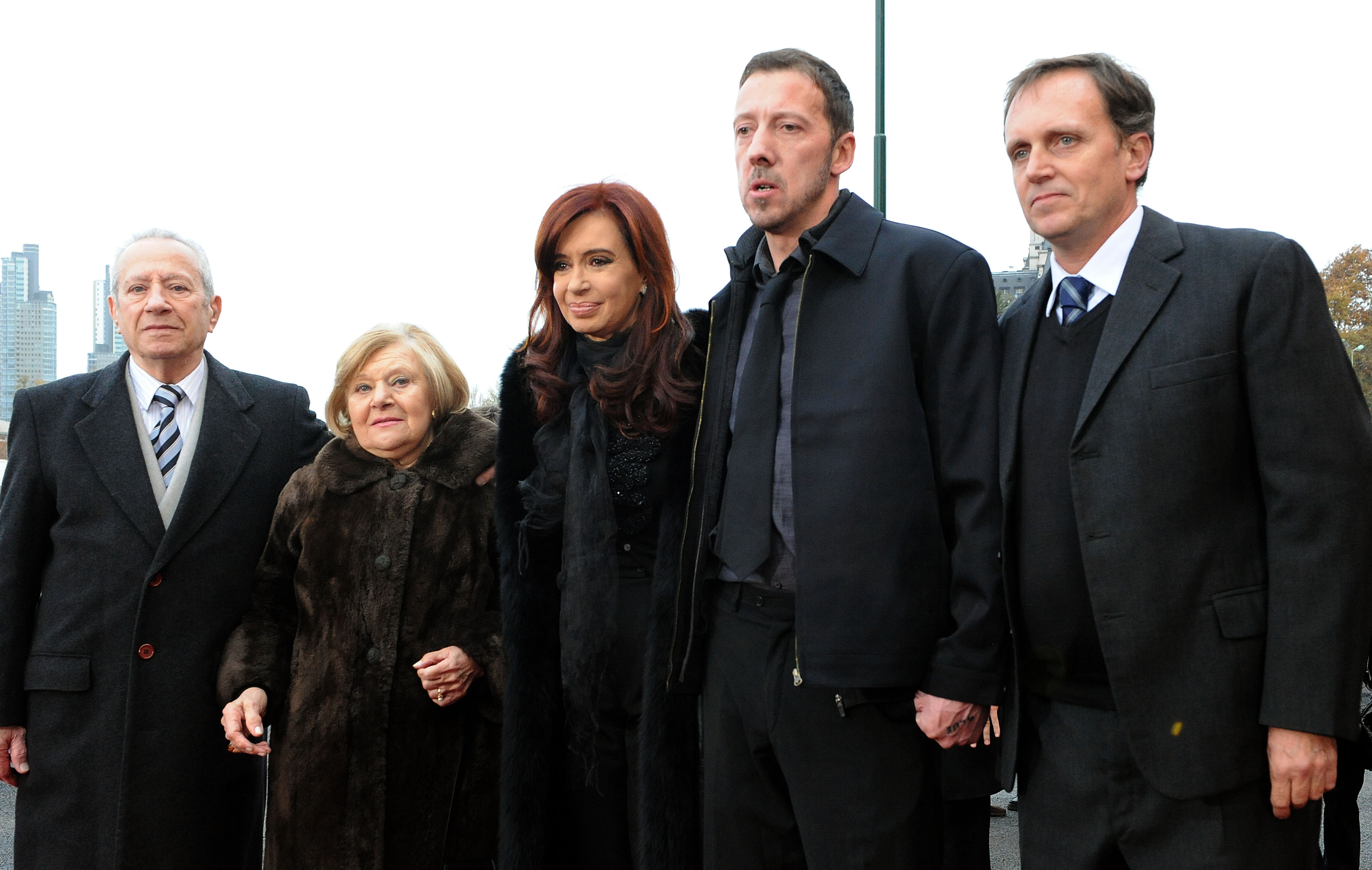
James Peck, isleño con documentación argentina. Fue el primer malvinense en inscribir su partida de nacimiento en Tierra del Fuego.

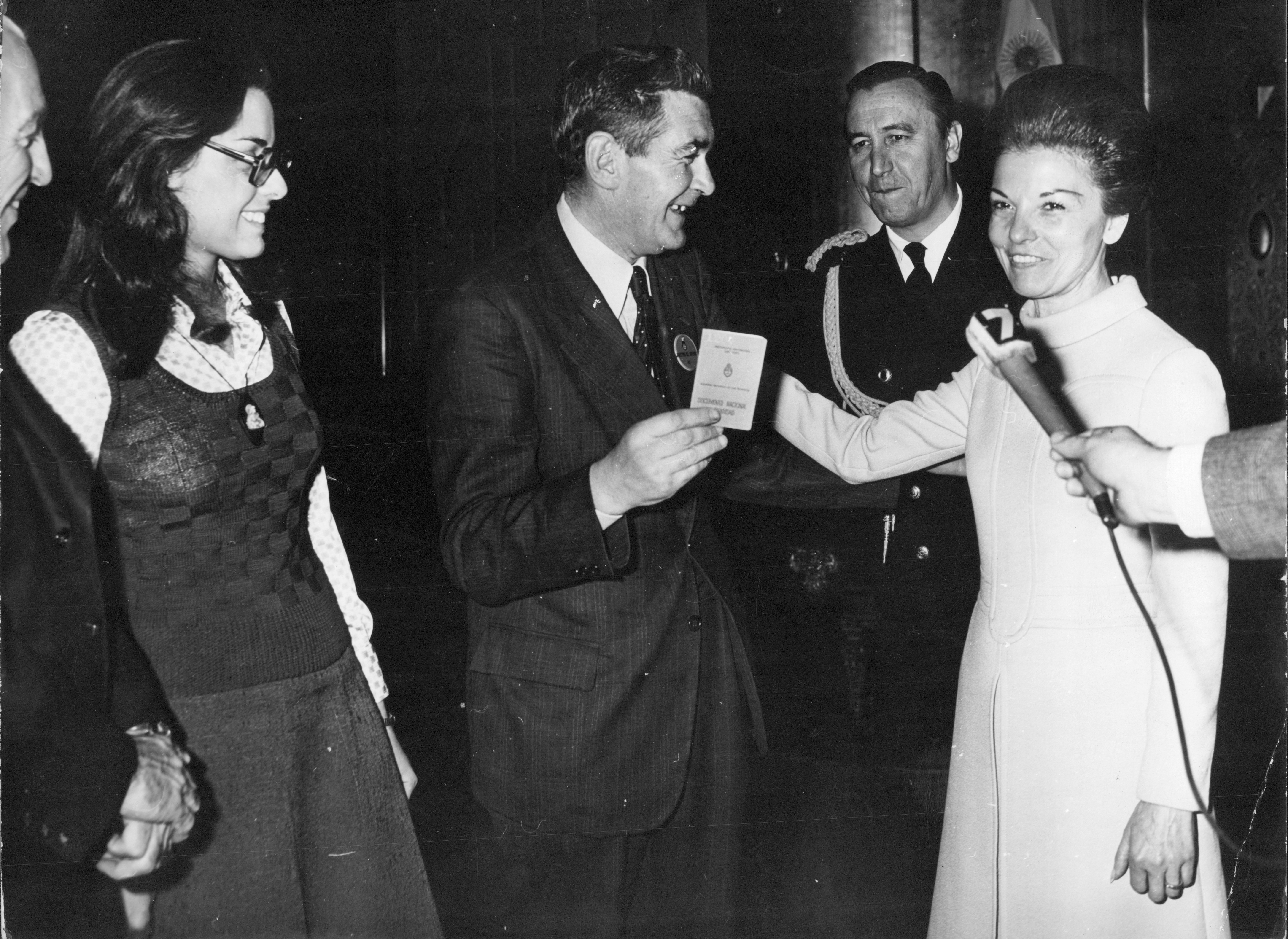
La expresidenta María Estela Martínez de Perón entrega al malvinense Pedro Mc Leod su DNI argentino en 1974.

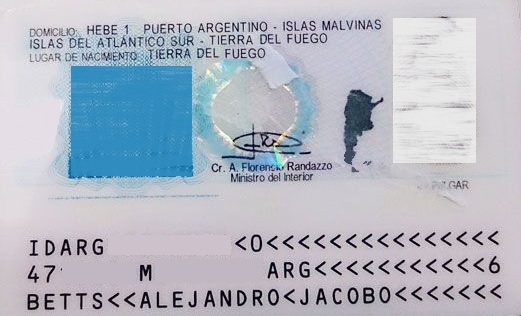
Reverso del DNI de Alejandro Betts con el domicilio en Puerto Argentino.

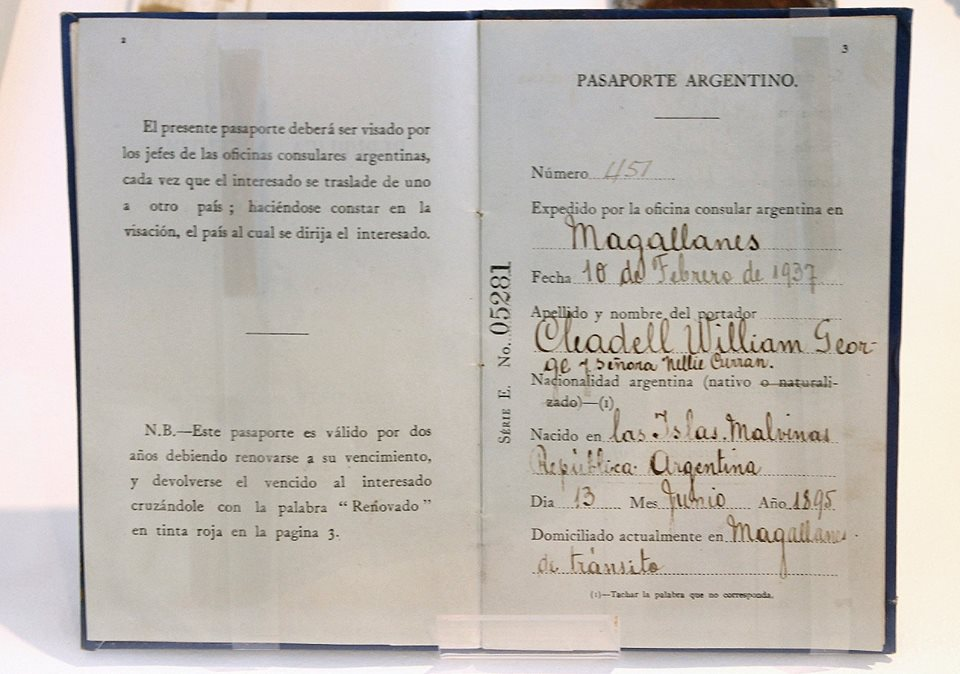
Pasaporte de William George Gleadell, nacido en Malvinas en 1895, expedido en 1937 en el consulado argentino de Punta Arenas.

Numerosos malvinenses y sus descendientes han adoptado la nacionalidad argentina, entre ellos Alejandro Betts, James Peck, James Douglas Lewis, Yolanda Bertrand, Soledad Rende, Derek Rozee, Ethel Turner, Pablo Betts (hijo de Alejandro), Juan Alejandro Reid (hijo del argentino Reynaldo Ernesto Reid), James Lewis, Frank Ushuaia Lewis, entre muchos otros. Algunos de ellos han tramitado sus documentos argentinos en Ushuaia, ya que debido a la ley nacional 26552 que estableció los límites de la provincia de Tierra del Fuego, Antártida e Islas del Atlántico Sur, las Malvinas forman parte de la misma. Algunos de ellos también participan junto con la delegación argentina ante el Comité de Descolonización de las Naciones Unidas. Los descendientes de malvinenses nacidos antes de 1833 conservaron su ciudadanía argentina.
En la provincia de Santa Cruz a finales del siglo XIX y a lo largo del siglo XX muchos malvinenses se asentaron en las estancias de cría de ovejas, principalmente como esquiladores y propietarios de campos o comercios, ayudando en el nacimiento de nuevos poblados y manteniendo vínculos entre las islas y el continente. Carlos María Moyano, primer gobernador del Territorio Nacional de Santa Cruz, se casó con una joven kelper. Los malvinenses también han dejado descendencia al casarse y tener hijos con argentinos. Hay descendientes de malvinenses de segunda y tercera generación habitando en Santa Cruz. En 2014, el Observatorio Patagónico sobre la Cuestión Malvinas comenzó a desarrollar el proyecto «Enlace Malvinas. Raíces del futuro», del que participan integrantes de familias de la Patagonia Argentina que son descendientes de malvinenses para dar a conocer los lazos históricos y culturales que existen entre pobladores de la Patagonia y las Malvinas.
El 1 de mayo de 1922, el vicecónsul británico en Punta Arenas, Chile, informó que el cónsul argentino se había negado a visar el pasaporte de un súbdito británico, nacido en las Malvinas, sosteniendo que los nacidos de las Malvinas «eran ciudadanos argentinos ipso facto». El 6 de mayo de 1927, el entonces ministro de Guerra, Agustín P. Justo, se dirigió al entonces ministro de Relaciones Exteriores y Culto, Ángel Gallardo, para efectuarle una consulta relativa a una solicitud de enrolamiento, presentada por Juan Walker, nacido en las Malvinas. En la nota, Justo decía:

Este Ministerio entiende que, considerándose a las islas Malvinas parte integrante del territorio de la República y no existiendo allí oficinas enroladoras, corresponde el enrolamiento como argentino al ciudadano que se presente y manifieste el deseo de enrolarse ante cualquier oficina enroladora del país, siempre que presente el documento habilitante de su nacimiento.

El consejero legal Isidoro Ruiz Moreno dictaminó el 20 de mayo que, «considerándose a las islas como parte del territorio argentino, el hecho que a causa de un acto de fuerza la República Argentina se viera imposibilitada de hacer efectivo el territorio de su soberanía no obstaba al empadronamiento solicitado». Walker fue enrolado, trámite que se cumplió en Puerto San Julián, provincia de Santa Cruz.
En octubre de 1974, Pedro Mc Leod, recibió su Documento Nacional de Identidad argentino en manos de la entonces Presidenta María Estela Martínez de Perón en su despacho en Casa Rosada.
Ricardo Patterson, nacido en Puerto San Julián, provincia de Santa Cruz, es el único descendiente de malvinenses en acceder a una banca en el Congreso Nacional Argentino. Fue diputado nacional por su provincia entre 1993-1997 y 1999-2003.
En junio de 2014 Alejandro Betts gestionó su nuevo DNI en Ushuaia y se hizo anotar la dirección que tenía en Puerto Argentino/Stanley (número 1 de calle Hebe) antes del conflicto de 1982. Betts es el único malvinense radicado en la Argentina continental que posee en su documento un domicilio de las islas. Debido a esto, en 2015, el Juzgado Electoral de la provincia de Tierra del Fuego y la Junta Electoral Municipal de Ushuaia invitaron a Betts participar de las elecciones provinciales en dicha ciudad por ser ciudadano fueguino, votando en la Primera Sección Electoral y en la Mesa N.º 1 de la capital provincial. Es la primera vez que un ciudadano argentino nacido en las Malvinas está empadronado en las islas y en condiciones de votar en Tierra del Fuego.
Al día siguiente de emitir su voto el 21 de junio, se anunció que Betts sería candidato al Parlamento del Mercosur por la provincia de Tierra del Fuego. Betts se convirtió así en el primer malvinense que se postulaba para un cargo nacional en la Argentina.
Para las elecciones primarias del 9 de agosto de 2015, el padrón de electores de Tierra del Fuego incorporó a cinco ciudadanos argentinos nacidos en las Malvinas y radicados en territorio continental.
El último malvinense hasta el momento en solicitar su Documento Nacional de Identidad argentino, y de esta forma, reafirmando la soberanía argentina sobre el archipiélago, fue Jamie Falkland Anderson (nacido en la isla Dunbar) en el año 2017.

## Antártida Argentina
Emilio Marcos Palma, nacido en la base Esperanza, en la península antártica, fue la primera persona nacida en el continente antártico y su nacimiento es el más austral que se registra en la historia. También es el único hombre de quien se sabe que nació por primera vez en un continente. Por tales motivos, está registrado en el Libro Guinness de Récords. María de las Nieves Delgado fue la primera niña antártica, nacida en la Base Esperanza el 27 de marzo de 1978, hija de Juana Paula Benítez de Delgado y el Sargento Cocinero Néstor Antonio Delgado. Para 1980 habían nacido seis niños más en la base: Rubén Eduardo de Carli (21 de septiembre de 1979), Francisco Javier Sosa (11 de octubre de 1979), Silvina Analía Arnouil (14 de enero de 1980), José Manuel Valladares Solís (24 de enero de 1980), Lucas Daniel Posse (4 de febrero de 1980) y María Sol Cosenza (3 de mayo de 1983). Estas personas son ciudadanos argentinos, en virtud del concepto jurídico ius sanguinis, ya que el concepto ius soli no se aplica a la Antártida, en virtud del Tratado Antártico.

## Pérdida de la nacionalidad
De acuerdo al artículo 6° del Honorable Congreso de la Nación Argentina, los argentinos nativos pierden la ciudadanía:
1. Por traicionar a la nación o incurrir en los hechos condenados por los artículos 15 y 21 de la Constitución Nacional.
2. Por desertar de las fuerzas armadas argentinas en caso de guerra.
3. Por naturalizarse en país extranjero.